# 加藤真由
加藤 真由（かとう まゆ、1980年6月9日 - ）は、日本の元アイドル。東京都出身。
ジャズシンガーでFM横浜のラジオパーソナリティの加藤真由とは別人である。

## 略歴・人物
東京都立目黒高等学校在学中の1998年10月5日、バラエティ番組『DAIBAッテキ!!』（フジテレビ）のオーディションを受けるが、この時は落選した。しかし同番組で同年12月18日に行われた「チェキッ娘オーディション・リベンジ」で合格し、アイドルグループ・チェキッ娘のメンバーとなる（チェキッ娘ID017）。翌1999年11月3日まで、チェキッ娘のメンバーとして活動した。同じチェキッ娘メンバーだった新井利佳とは、お互いの実家が近所同士で小学生時代から顔見知りでもあったという。
高校生時代好きな歌手は椎名林檎。ただ、元々アイドルには興味が無かったという。
アルバム『CXCO』の9曲目、及びアルバム『Best Memories』の4曲目（DISC2）に収録されている『あたしの靴あなたの靴』（作詞・作曲、aiko）を、松本江里子、野崎恵との3人のユニットで歌っている。
チェキッ娘卒業後は、2000年4月から6か月間、ラジオ番組『Dream Factory』（茨城放送他）のパーソナリティを務めるなどした。
2003年3月に明海大学を卒業し、チェキッ娘当時から将来の夢が『教師』だったその通りに教諭になり、同年4月より都内の私立高校で国語教師を務めた。高校教諭時代は吹奏楽部の顧問を務め、自らも吹奏楽団に所属して団員として活動していた。2009年3月いっぱいで高校を退職し、OLに転職した。
2008年4月26日、元チェキッ娘の松本江里子、大田祐歌、藤岡麻美らによるボーカルユニット、TRY-FULL BUSのライブに、所用で出演できなくなった大田の代わりとしてステージに立っていた。また、2009年4月5日に行われた下川みくにのデビュー10周年記念コンサートに元チェキッ娘のメンバーとして出演していた。2009年10月31日のTRY-FULL BUSライブにおいては、ERI（松本）、MEG（高野愛）と共にメインボーカルとして出演した。なお、2009年8月30日の『チェキッ娘ライブ〜再会』を含む、これら自分が出演したライブにはよく、高校教師時代の教え子たちを招待していた（それぞれのライブで紹介していたことがあった）。
三人姉妹の三女。2009年5月に結婚した（挙式は2010年3月21日）。2013年5月9日に第1子となる女児を出産した。

## 出演

### テレビ
- DAIBAッテキ!!（1998年 - 1999年、フジテレビ）
- DAIBAクシン!!（1999年、フジテレビ）
- アイドリング!!!（2009年8月10日 - 12日、フジテレビONE） - チェキッ娘として
- アイドリング!!!日記（2009年8月18日、フジテレビ） - チェキッ娘として
- キャンパスナイトフジ』（2009年8月21日、フジテレビ） - チェキッ娘として
- 森田一義アワー 笑っていいとも!「出たいドルデラックス」（2009年8月27日、フジテレビ） - チェキッ娘として

### ラジオ
- Dream Factory Next Generation ひめmania（2000年1月4日 - 6月27日、全26回、茨城放送）

### インターネット
- Music Splash!!（2009年12月16日、ニコニコ動画公式チャンネル） - メイン出演は同じ元チェキッ娘の藤岡麻美、松本江里子。同じく元チェキッ娘の矢作美樹、新井利佳と共にゲスト出演